# Trirytualista
Zasugerowano, aby zintegrować ten artykuł z artykułem Birytualista. Nie opisano powodu propozycji integracji.
Trirytualista – pojęcie liturgiczne oznaczające duchownego katolickiego, mającego prawo sprawować sakramenty w trzech obrządkach. 
Termin trirytualista używany jest rzadko. Częściej można się spotkać z pojęciem birytualisty, czyli kapłana lub diakona, mogącego sprawować sakramenty i inne nabożeństwa w dwóch obrządkach. Natomiast duchowny mający pozwolenie na kilka obrządków (więcej niż trzy) mógłby zostać nazwany multirytualista. Podobnego terminu jednak nie używa się w praktyce, ponieważ bardzo rzadko zdarza się, aby duchowny otrzymał pozwolenie na więcej niż trzy obrządki. Birytualizm lub trirytualizm polega na tym, że duchowny obrządku łacińskiego otrzymuje pozwolenie na jeden lub dwa obrządki wschodnie, a duchowny obrządku wschodniego otrzymuje pozwolenie na jeden lub dwa obrządki: albo łaciński, albo wschodni. Pozwolenia na birytualizm i trirytualizm udziela Kongregacja ds. Kościołów Wschodnich w Rzymie. W przypadku jezuitów takiego pozwolenia udziela generał zakonu.